# Dubai Tennis Championships 2006
Dubai Duty Free Men’s Championships and Dubai Duty Free Women’s Championships 2006 - чоловічий і жіночий тенісний турнір, що проходив на відкритих кортах з твердим покриттям у Дубаї (ОАЕ). Відбувсь учотирнадцяте. Належав до серії International Gold в рамках Туру ATP 2006, а також до турнірів 2-ї категорії в рамках Туру WTA 2006. Тривав з 20 лютого до 4 березня 2006 року.

## Переможниці та фіналістки

### Чоловіки. Одиночний розряд
Рафаель Надаль —  Роджер Федерер, 2–6, 6–4, 6–4

### Одиночний розряд. Жінки
Жустін Енен-Арденн —  Марія Шарапова, 7–5, 6–2

### Парний розряд. Чоловіки
Пол Генлі /  Кевін Ульєтт —  Марк Ноулз /  Деніел Нестор, 1–6, 6–2, [10–1]

### Парний розряд. Жінки
Квета Пешке /  Франческа Ск'явоне —  Світлана Кузнецова /  Надія Петрова, 3–6, 7–6, 6–3